# Гусенице (механика)
Гусенице су врста покретача моторних возила, погодније за тешке терене. Замењују точкове, а у изузетним случајевима се могу користити и у комбинацији са њима.
Велика површина гусенице боље распоређује тежину возила од челичних или гумених гума на еквивалентном возилу, омогућавајући да гусенично возило прелази меко тло са мањом вероватноћом да се заглави због пропадања у тло. Истакнута газишта металних плоча су отпорна на хабање и оштећења, нарочито у поређењу са гумама. Агресивна газишта гусеница пружају добру вучу на меким површинама, али могу оштетити поплочане површине, тако да неке металне гусенице могу имати гумене подлошке за употребу на поплочаним површинама. 
Гусенице постоје од 1770. године и данас се обично користе на разним возилима, укључујући (булдожере), багере, тенкове, моторне санке и тракторе.